# Ferenc pápa – Buenos Airestől a Vatikánig
A Ferenc pápa – Buenos Airestől a Vatikánig (eredeti cím: Francisco – El Padre Jorge) 2015-ben bemutatott argentin–spanyol film, amelyet Beda Docampo Feijóo rendezett
A forgatókönyvet Beda Docampo Feijóo és César Gómez Copello írta. A producerei Pablo Bossi, Félix Rodríguez és  Julián Castro. A főszerepekben Darío Grandinetti, Silvia Abascal, Leticia Brédice, Carlos Hipólito és Alejandro Awada láthatók. A film zeneszerzője Federico Jusid. A film gyártója a Benteveo Producciones, a Pampa Films, a Gloriamundi Producciones és a Pentagrama Films, forgalmazója a Buena Vista International. Műfaja életrajzi film.
Argentínában 2015. szeptember 10-én, Magyarországon 2016. április 7-én mutatták be a mozikban.

## Szereplők
| Szereplő | Színész               | Magyar hang      |
| --- | --------------------- | ---------------- |
| Jorge Bergoglio / Ferenc pápa | Darío Grandinetti     | Kőszegi Ákos     |
| Ana | Silvia Abascal        | Pálfi Kata       |
| Rosa mama | Leonor Manso          | Szabó Éva        |
| José | Jorge Marrale         | Papp János       |
| Jorge fiatalon | Gabriel Gallichio     | Jéger Zsombor    |
| Luis | Alejandro Awada       | Barbinek Péter   |
| Carmen | Marta Beláustegui     | Bertalan Ágnes   |
| Renata | Jimena Anganuzzi      | Dobó Enikő       |
| Pepe atya | Mariano Bertolini     | Bercsényi Péter  |
| Videla | Roberto Caute         | Várkonyi András  |
| Pilóta | Gabo Correa           | Rosta Sándor     |
| Patricia | María Ibarreta        | Andresz Kati     |
| Alfredo | Emilio Gavira         | Csuha Lajos      |
| Carlos bíboros | Emilio Gutiérrez Caba | Cs. Németh Lajos |
| Angelina | Blanca Jara           | Peller Anna      |
| Bruno | Paolo Lorimer         | Jakab Csaba      |
| További magyar hangok |                       |                  |
| Ács Norbert, Ágoston Péter, Bakonyi Alexa, Baráth István, Berkes Boglárka, Bor László, Bor Márton, Csonka Anikó, Epres Attila, Fehér Péter, Fehérváry Márton, Formán Bálint, Gyarmati Laura, Hábermann Lívia, Hannus Zoltán, Jakab Márk, Kajtár Róbert, Király Adrián, Kókai Tünde, Kőszegi Mária, Márkus Sándor, Márton Eszter, Nemes Takách Kata, Nyakó Júlia, Pál Dániel Máté, Szakács Hajnal, Széles Tamás, Szórádi Erika, Téglás Judit, Törköly Levente, Urbanovits Krisztina |                       |                  |